# Boo Kullberg
Anders Boo Georg (Boo) Kullberg (Stockholm, 23 mei 1889 – Bromma, 5 april 1962) was een Zweeds turner.
Kullberg won tijdens de Olympische Zomerspelen 1912 in eigen land de gouden medaille met de Zweedse ploeg in de landenwedstrijd Zweeds systeem.

## Olympische Zomerspelen
| Jaar | Plaats    | Resultaten          |
| ---- | --------- | ------------------- |
| 1912 | Stockholm | team Zweeds systeem |